# Hotel Reichsadler w Sopocie
Hotel Reichsadler – dawny hotel, zbudowany około 1906, który był zlokalizowany w Sopocie przy ówczesnej Südstraße późniejszej ul. Grunwaldzkiej 12-16.

## Historia
Hotel Reichsadler został wybudowany w miejscu wcześniej tu zlokalizowanych domków rybackich. W 1909 właścicielem hotelu był Franz Albrecht, następnie jego spadkobiercy. W 1942 do hotelu włączono przylegający do niego powstały w 1896 Hotel Petersburger Hof, który później, w latach 30. XX wieku, przemianowany został na Hotel Savoy. Jego właścicielami byli: Słupiński (1904), Richard Kersten (1906), Moses Lifschitz (lata 30. XX wieku) Ostatni niemiecki właściciel hotelu Reichsadler usiłował się ewakuować w styczniu 1945 na pokładzie statku Gustloff do Szlezwika-Holsztynu. Na przełomie lat 1945–1946 hotel pełnił funkcję lazaretu, najpierw dla żołnierzy niemieckich, a następnie radzieckich. Po wojnie budynek powrócił na krótko do funkcji hotelowej jako Hotel Nadmorski (1946), a następnie od 1956 przez kilkadziesiąt lat stanowił część kompleksu położonego nieopodal, po drugiej stronie ulicy, Szpitala Reumatologicznego. Pod koniec lat 90. budynek dawnego hotelu na zlecenie dewelopera Alkor Garbersbau & Partner Przedsiębiorstwo Budowlane „Kokoszki” rozebrało i na jego miejscu wybudowało w 1999 przypominający dawny hotel obiekt (apartamentowiec, biurowiec z kilkoma sklepami i restauracją) nazywając go „Domem pod Wieżą”.
W latach 1945–1947 w hotelu kilkakrotnie gościł wicepremier Stanisław Mikołajczyk. W 1946 w hotelu mieścił się m.in. Konsulat Wielkiej Brytanii w Gdańsku, z siedzibą w Sopocie. Po 2000 w budynku otworzono Konsulat Meksyku, obecnie z siedzibą w Gdańsku.